# Lucie Balandis
Lucie Balandis (* 30. Oktober 1981 in Bochum) ist eine ehemalige deutsche Basketballspielerin.

## Laufbahn
Balandis spielte ab der Saison 1996/97 mit dem VfL Bochum in der 1. Damen-Basketball-Bundesliga. Im Jahr 1996 gehörte die 1,88 Meter messende Innenspielerin der deutschen U16-Nationalmannschaft an. Im Spieljahr 2000/01 stieg sie mit Bochum aus der höchsten deutschen Spielklasse ab. Sie spielte insgesamt 14 Jahre für den VfL. In der Saison 2006/07 gelang ihr mit dem Herner TC der Aufstieg in die erste Liga. Sie war Spielführerin des Vizemeisterkaders. Balandis blieb auch in der Bundesliga Spielerin des HTC.
Die Saison 2009/10 war ihre letzte bei dem Bundesligisten, anschließend zog sich die als Polizistin beruflich tätige Balandis zu den Bochum AstroStars in die Regionalliga zurück.